# Rise of Nations: Rise of Legends
Rise of Nations: Rise of Legends es un videojuego del género de estrategia en tiempo real desarrollado por Big Huge Games (diseñado por Brian Reynolds, diseñador de Civilization II y Alpha Centauri) y publicado por Microsoft Games Studios. Es la secuela a la popular saga Rise of Nations, aparecida en el 2003, y fue puesto a la venta el 9 de mayo de 2006. A diferencia del anterior juego de la serie Thrones & Patriots, que está basado en la historia mundial, este en cambio está basado en el ficticio mundo de Aio.

## Historia
La totalidad de la trama del juego sucede en el mundo de Aio, que está dividido en 3 civilizaciones que el jugador puede jugar: Los Vinci, los Alin y los Cuótl, que se disputan el control del planeta, cada uno posee tecnologías únicas, los Alin están unidos pero sitiados por los genios corrompidos, los Vinci solo comparten la tecnología que usan para destruirse entre ellos y los Cuótl son una raza de la que se presumía extinta hasta que los acontecimientos del juego sucedieron.

### Campaña Vinci
El juego comienza con una nave espacial en dirección al planeta de Aio que explota y sus pedazos caen en el planeta; en la primera campaña, Giacomo, un joven inventor de Miana, una prospera ciudad estado Vinci va hacia una excavación con su hermano mayor Petruzzo señor de Miana y Carlini general de Miana, pero en una ladera de una montaña cerca de la excavación son observados por el Doge, dictador de Vennucci, la ciudad estado más poderosa del territorio Vinci que usando un artefacto de origen extraterrestre les dispara desde una larga distancia y hace que parte de la ladera caiga, en el incidente muere Petruzzo y una pequeña cantidad de soldados, en ese momento comienza la primera batalla con Giacomo dirigiendo a las tropas contra el Doge, Giacomo vence a las fuerzas del Doge pero el escapa, cuando la batalla termina Giacomo jura venganza hacia el Doge y con la muerte de su hermano él se convierte en el señor de Miana e inicia una campaña militar en toda Vinci hasta llegar a Vennucci donde el Doge se ha retirado; En el camino marcha sobre la ciudad de Padonia en donde libera a varios soldados Vinci de prisiones de Cristal Alin, creadas por un Genio corrompido Alin, al liberarlos se encuentra con Venza, la líder de Piratia, una ciudad aeropuerto sitiada por las fuerzas del Doge, que planea construir una gran fortaleza antiaérea para sitiar y conquistar Piratia, Giacomo vence a las fuerzas del Doge en Piratia y la fortaleza antiaérea es destruida con lo que libera a Piratia y se encuentra con Lenora, una capitán de nave Piratia, que le ofrece ayudarlo en su campaña hacia Vennucci.
Después de cruzar toda Vinci hasta llegar a Vennuci Giacomo llega y la ataca con todo su ejército, pero aunque conquistó la ciudad el Doge ha escapado al desierto Alin con un arma capaz de devastar ciudades enteras, el martillo del Doge, y antes de escapar arrasa la ciudad de Miana y la destruye por completo. Por lo que Giacomo emprende un viaje junto con Carlini y Lenora hacia el desierto Alin.

### Campaña Alin
Giacomo junto con su ejército aterriza en el desierto, pero se encuentra con que su comida y agua se agotan y las máquinas se están desgastando por la erosión , por lo que tiene que encontrar un refugio y pronto, entonces un monje llamado Acerbus pacta con ellos para que protejan una reliquia de un genio corrompido que planea destruirla y al llegar al templo de la reliquia Giacomo se encuentra con Arri amiga de la época de su infancia que él vivió en tierras Alin, Arri le cuenta que todo Alin ha sido corrompido por el cristal oscuro, después se dirigen al palacio de Azar Harif, la única ciudad Alin en pie y ven al rey que les cuenta la historia de Savu, un genio que descubrió un objetó que cayó del cielo hace 30 generaciones (del mismo origen extraterrestre del que venía la nave que explotó y el arma del Doge) y que el objeto causó que el cristal se oscureciera, corrompiéndolo y también corrompiendo a Savu, pero la gente de Alin lo encerró en Mezekesh, una prisión para la que se necesitaban las llaves del fuego y de la arena, pero que justo después de que Giacomo volvió a Miana la corrupción se esparció fuera de la prisión y corrompió a todo Alin; Al ser cuestionado de porque no pueden atacar la corrupción el rey responde que el Doge ya lo está haciendo; Giacomo sospechando que el Doge tiene sus propias razones desobedece al rey y va hacia a Mezekesh junto con Arri pero Leonora dice que ira a Vinci por refuerzos, Giacomo y Arri liberan gran parte del territorio Alin y descubren que la llave de la arena y del fuego son respectivamente los semidioses Dakhala y Damanhura, entran a Mezekesh y liberan a Savu de la corrupción, después descubren que el Doge los esperaba, pero Leonora llega con los refuerzos, así que en una batalla final contra el Doge; Giacomo gana, destruye el martillo del Doge y toma el arma con la que el Doge mató a Petruzzo, vengando a su hermano, pero justo en ese momento una nave de procedencia Cuótl se lleva el objeto que estaba corrompiendo a Savu hacia el Este, a las oscuras junglas Cuótl.

### Campaña Cuótl
Para recuperar el objeto e investigar qué quieren los Cuótl Giacomo viaja hacia las Junglas Cuótl donde llega al territorio de Ix, el dios falso de la luna. Giacomo vence a su ejército y destruye su templo pero Ix lo acorrala. Entonces, el artefacto que le robó al Doge explota, lo hiere y Carlini mata a Ix con una granada. Mientras ayuda a Giacomo aparece Czin, el dios falso de la muerte,y roba el instrumento. Trata de matar a Giacomo, pero Carlini se interpone entre los dos y resulta muerto. 
Czin se retira a su capital y cuando Giacomo se recupera de las heridas descubre que la explosión le dio los poderes que el misterioso brazo tenía. Mediante esos poderes logra vencer a Xil y a Shok dioses del sol y de la tormenta y consigue abrirse paso a través de la jungla hasta la capital de Czin. Durante este trayecto, conoce a Kakoola, el líder de la resistencia contra los falsos dioses y le cuenta que Czin se retiró a su capital porque está desarrollando una máquina con la que puede hablarle a las estrellas. 
Giacomo entra a la capital antes de que Czin haga contacto con su planeta natal lo que resultaría en la destrucción de Aio. Después de vencer al gorila de la luna Giacomo pasa todos los muros de energía que lo separa de Czin.
Los dos pelean junto al reactor; antes de caer en él, Giacono logra salir de su traje de batalla y en ese mismo instante una imagen holográfica del rostro un alien aparece observando a Giacomo con curiosidad. Giacomo toca la fuente de energía con su mano, usa sus poderes y crea una explosión que destruye el templo en el que estaban el comunicador, él y Czin.
Después de su muerte se erigen estatuas en todo Aio para conmemorar sus logros pero la situación esta peor que nunca, los Cuótl no saben si escoger tecnología o magia, en Vinci están peleando por quien gobernará lo que Giacomo conquisto y el reino Alin está pensando que con las conquistas de Giacomo ellos podrían expandir su imperio a como estaba en tiempos antiguos, pero en las cortes de Hazar Harif se rumorea una expansión mucho más grande.

## Facciones

### Vinci:[1]
Los trabajadores Vinci son maestros del metal, el vapor y la maquinaria de relojería. Confían en su ingenio y practicidad para hacer realidad sus ambiciones. Desafortunadamente, gran parte de sus esfuerzos se dirigen hacia adentro: las ciudades-estado de Vinci son, en el mejor de los casos, una afiliación vagamente conectada de alianzas incómodas. En el peor de los casos, son una red de enemigos acérrimos, que unifican sólo sus métodos de destrucción. Aunque comparten una herencia común, las provincias de Vinci tienen sus propios sabores únicos que las diferencian unas de otras.
Las tierras de los Vinci están divididas en 13 provincias, todas las cuales han comerciado y luchado entre sí en varios momentos del pasado. Por el momento, las dos facciones más poderosas son la provincia de Miana y la provincia de Venucci. Venucci está gobernado por el Dux, un comandante despiadado y hambriento de poder empeñado en subyugar a todo el pueblo Vinci. La provincia de Miana estuvo anteriormente gobernada por Petruzzo Giamba, recientemente asesinado por el Dux. Su hermano menor, un brillante inventor llamado Giacomo, ahora dirige Miana. Además de velar por el bienestar de su pueblo, Giacomo está empeñado en vengar la muerte de Petruzzo. Ha prometido que su acérrimo enemigo, el dux de Venucci, pagará… sin importar el costo.

#### Árbol tecnológico
- Política: Aumenta tanto tus fronteras como el daño de desgaste infligido a los enemigos. Reduce el costo de compra de sitios neutrales, así como el daño sufrido cuando asaltas otras ciudades.
- Prosperidad: Permite que las unidades se curen cuando se encuentran en territorio amigo. También genera ingresos patrimoniales.
- Saquear: Genera recursos (comenzando con Riqueza) a partir de unidades amigas y enemigas asesinadas y reduce los efectos de desgaste del enemigo.
- Minería: Permite el poder nacional de devastación industrial y genera ingresos de timonio en constante aumento.

### Alin:[2]
Les permite convocar instantáneamente unidades para que se unan a su lucha. Esta habilidad se puede usar en cualquier lugar del campo de batalla, lo que significa que un enemigo nunca puede estar seguro de dónde podrían aparecer los refuerzos de Alin.
Hijos del desierto, los Alin son un antiguo poder de magia y misticismo. Durante miles de años, las escuelas de Fuego, Arena y Vidrio formaron los tres pilares del poder de Alin. Esto fue antes de que el Genio de Cristal, Sawu, fuera corrompido por un extraño objeto que cayó del cielo. Bajo su influencia, Sawu se convirtió en un maestro de Dark Glass y el Reino de Alin quedó muy debilitado por una guerra interna.
Las tierras de los Alin están llenas de desiertos desolados, montañas imponentes y abismos profundos. A veces, el viento siempre presente se lleva las extrañas ruinas de civilizaciones anteriores que sucumbieron al desierto. Es una tierra dura, donde sólo las personas más duras y tenaces pueden sobrevivir. La arena descompone incluso las máquinas mejor fabricadas y el intenso calor puede volver loca a una persona. La noche trae poco consuelo, mientras peligrosas bestias de arena, fuego y vidrio acechan las dunas en busca de presas fáciles.
Aunque alguna vez fueron un reino poderoso, los Alin ahora luchan por mantener el orden dentro de su reino. La mayoría del pueblo Alin se ha retirado al último bastión que queda; la poderosa ciudad de Azar Harif. Sabiendo que libran una batalla perdida, Arri, líder de los Cazadores de Cristal Oscuro de élite del Rey, acepta ayudar a Giacomo a liberar a su pueblo de las garras de su terrible enemigo.

#### Árbol tecnológico
- Conocimiento de la tierra: Revela el mapa completo. También aumenta el empuje fronterizo, así como el daño de desgaste infligido a las unidades enemigas.
- Vigor: Aumenta la salud de la unidad y permite que las unidades de Alin se curen mientras se encuentran en territorio amigo. También reduce el tiempo de construcción de nuevos edificios.
- Tesoro: Genera timonio y riqueza. También mejora la velocidad y la salud de las unidades de Caravana.
- Evocación: Habilita el poder nacional de invocación del ejército de Alin. También crea unidades gratuitas con cada nuevo Círculo de Invocación construido.

### Cuotl:[3]
Poco se sabe de los habitantes de la selva de Kumee, pero lo único que se sabe es que se teme. Hay leyendas que cuentan que los Cuotl fueron visitados por el carro de los dioses hace mil años, pero la gente misma siempre había sido poco vista, hasta hace poco. Ahora, con poderes de mando que ni los místicos de Alin ni las mentes más fuertes de las academias Vinci pueden explicar, los Cuotl han dado a conocer su presencia y sus intenciones de manera inequívoca.
Las tierras de los Cuotl están llenas de selvas humeantes, árboles imponentes y pantanos fétidos. Se desaconseja a los visitantes explorar este lugar inhóspito, ya que encuentran de todo, desde insectos que pican hasta enfermedades horribles. Las provincias de los Cuotl están claramente divididas, y las fronteras están definidas por energías invisibles más que por la topografía. A pesar del enorme poder de los falsos dioses adorados por la mayoría de los Cuotl, las divisiones aún son profundas entre la gente. Las tribus luchan entre sí por el control de recursos valiosos, para expandir su territorio menguante o por los caprichos de los enigmáticos dioses falsos.
La civilización de los Cuotl utiliza extraños poderes y energías que ni siquiera ellos comprenden del todo. Aunque el timonio es crucial para que estas “máquinas” funcionen, la fe, la creencia y la fuerza de voluntad parecen ser igualmente importantes para su funcionamiento.

#### Árbol tecnológico
- Adoración: Aumenta la salud del Arca Sagrada, la capacidad de curar a otras unidades y los efectos de Canalizar poder, y mejora Fanes.
- Fervor: Proporciona centinelas gratuitas en la ciudad inicial del jugador. Crea centinelas más rápido y mejora el poder de ataque de unidades, Obeliscos y Santuarios.
- Sentencia: Aumenta los ingresos de timonio, mejora la fuerza y la regeneración del escudo de construcción. También reduce el coste de subyugación y captura vivas a las unidades defensoras.
- Poder Divino: Permite usar el poder proyectil estelar y aumenta los ingresos de energía.

## Edificios

### Edificios del Vinci
Elaborados con hierro, acero y el sudor de trabajadores trabajadores, los edificios de las ciudades-estado de Vinci son maravillas para la vista. Incluso la estructura más pequeña es una maravilla de la ingeniería, impulsada por enormes tuberías de vapor, enormes engranajes y una intrincada maquinaria de relojería. Pero para crear estos testimonios de tecnología, los Vinci necesitan timonio (en grandes cantidades), ya que sus creaciones impulsadas por vapor dependen de sus asombrosas propiedades.

#### Edificios Básicos
Los siguientes edificios están disponibles para cada jugador de Vinci al comienzo del juego. Durante el transcurso del juego, un jugador puede gastar timonio y riqueza para mejorar los tipos de unidades producidas por estos edificios. El costo inicial enumerado muestra el costo de comprar el primer edificio de su tipo: aumentos de precio por cada edificio adicional del mismo tipo.
Aeródromo: El imponente aeródromo se utiliza para construir unidades voladoras, como el Scout Flyer, el Pirata Flyer, el Air Destroyer y el Cargo Dirigible. Costo: 100 timonio
Cuartel: Los cuarteles construyen mosqueteros imperiales y unidades impulsadas por mecanismos de relojería, como Clockwork Men y Clockwork Spiders. Costo: 100 timonio
Torre de defensa: La Torre de Defensa es un cañón que defiende contra unidades terrestres y aéreas. La Torre de Defensa tiene un pequeño radio de “zona muerta” indefendible alrededor de su base donde su enorme cañón no puede apuntar a las unidades. Costo: 100 timonio
Laboratorio: En la mayoría de los juegos, cada jugador de Vinci comienza a jugar con un único Laboratorio en el mapa. Puedes realizar una visita al Laboratorio de forma gratuita. Las visitas posteriores requerirán agregar distritos industriales adicionales a sus ciudades. Cada visita a un Laboratorio permite elegir alguna tecnología o unidad especial. Costo: Gratis (en la mayoría de los escenarios)
Mina: Las minas producen mineros y aumentan la cantidad de timonio que producen. Las minas se pueden actualizar para aumentar la producción. Costo: el primero gratis, 50 timonio por el segundo
Fortaleza de vapor: La fortaleza de vapor construye grandes unidades impulsadas por vapor, como Steam Cannon, Juggernaut y el temido Land Leviathan. Costo: 200 timonio (Requiere: Ciudad grande)

#### Fábrica de prototipos y actualizaciones
Construir una fábrica de prototipos otorga al jugador Vinci 2 puntos de investigación. Luego, la fábrica de prototipos se puede actualizar para convertirla en una variedad de otros edificios. Sólo puedes tener uno de cada edificio especial en juego a la vez. Si se destruyen, estos edificios especiales se pueden reconstruir varias veces. Estas actualizaciones especiales se describen a continuación. Costo: 50 timonio Costo de actualización: varía; consulte a continuación los tipos de actualizació
- Pozo: Esta mina automatizada perfora un inmenso agujero en la tierra y se puede configurar para producir +20 timonio o +15 riqueza. El pozo se puede mejorar aún más para producir +50 timonio o +40 Riqueza; esto requiere que tengas al menos una gran ciudad bajo tu control. Obtienes 2 puntos de investigación cuando construyes el pozo. Costo: 100 timonio Costo de actualización: 100 timonio/100 riqueza (Requiere: Ciudad grande)
- Fuerte búnker: El Bunker Fort es una guarnición resistente que es capaz de albergar numerosas tropas, cada una de las cuales aún puede disparar a los enemigos. El Bunker Fort produce un gran avance fronterizo. Además, Bunker Fort también produce los mismos tipos de unidades que Steam Fortress. Obtienes 7 puntos de investigación cuando construyes el Bunker Fort. Costo: 250 timonio
- Calculadora: Esta asombrosa máquina pensante reduce el coste de los edificios cercanos en un 10%. Además, te permite comprar y vender tanto Riqueza como timonio. Puedes comprar 100 timonio a cambio de 135 riqueza o comprar 65 riqueza a cambio de 100 timonio. Obtienes 3 puntos de investigación cuando construyes la Calculadora. Costo: 150 timonio
- Cañón de la perdición: El Doom Cannon es un arma de asedio extremadamente grande capaz de lanzar proyectiles devastadores por todo el mapa. Está diseñado para destruir ciudades enteras a distancia. Obtienes 9 puntos de investigación cuando construyes el Doom Cannon. Costo: 1800 timonio (Requiere: Gran Ciudad)
- Estatua gloriosa: La Gloriosa Estatua venera al Dux de Venucci como testimonio de su poder militar (y su inmenso ego). Proporciona "inspiración" a los soldados amigos cercanos, aumentando su fuerza de ataque. La Estatua Gloriosa actúa como punto de creación para la Guardia de Élite del Dux (soldados de élite) y los Caminantes del Dux (Unidades blindadas ligeras). Obtienes 3 puntos de investigación cuando construyes la estatua gloriosa. Costo: 200 timonio
- Anulador: El anulador puede usar el poder Cese Spell, que impide el uso de poderes y hechizos especiales en el mapa durante un tiempo limitado. Esto también afecta a tus propias tropas. Obtienes 7 puntos de investigación cuando construyes el anulador. Costo: 350 timonio
- Telescopio: El Telescopio le permite ver una gran parte del mapa. El telescopio se puede redirigir repetidamente, pero solo le permite ver la parte del mapa en su campo de visión actual. Obtienes 1 punto de investigación cuando construyes el telescopio. Costo: 50 timonio
- Fundición de timonio: La Fundición timonio repara unidades mecánicas cercanas. Produce automáticamente un flujo constante de Clockwork Men. Obtienes 5 puntos de investigación cuando construyes la fundición de timonio. Costo: 250 timonio

### Edificios del Alin
Como maestros del fuego, el vidrio y la arena, los Alin utilizan estos materiales para construir sus increíbles ciudades y edificios; su magia hace que estas estructuras imposibles no sólo se mantengan en pie, sino que alcancen alturas impresionantes. Las energías místicas utilizadas para crear estos edificios se pueden invocar rápidamente, aunque los edificios en sí son un poco más vulnerables al daño que los hechos de hierro, ladrillo y mortero. Los Alin necesitan timonio por el poder mágico que produce para poder levantar sus edificios.
Los siguientes edificios están disponibles para cada jugador de Alin al comienzo del juego. Durante el transcurso del juego, un jugador puede gastar timonio y riqueza para mejorar los tipos de unidades producidas por estos edificios. El costo inicial listado muestra el precio por comprar el primer edificio de su tipo: aumentos de precio por cada edificio adicional.
- Círculo de fuego: El Círculo de Fuego produce unidades de Llama. Un Círculo de Fuego se puede construir en cualquier lugar, incluso en territorio neutral y enemigo, aunque el precio sube considerablemente si lo construyes fuera de tu propio territorio. Se puede actualizar a Lush Circle; esto le da al círculo puntos de vida adicionales y lo convierte en una fuente de suministro, lo que evita el desgaste de tus unidades dentro de su radio de efecto. Costo: 75 timonio

- Círculo de vidrio: El Círculo del Vidrio produce unidades de Vidrio. Un Círculo de Cristal se puede construir en cualquier lugar, incluso en territorio neutral y enemigo, aunque el precio sube considerablemente si lo construyes fuera de tu propio territorio. Se puede actualizar a Lush Circle; esto le da al círculo puntos de vida adicionales y lo convierte en una fuente de suministro, lo que evita el desgaste de tus unidades dentro de su radio de efecto. Costo: 75 timonio (Requiere: Ciudadela de cristal)

- Círculo de arena: El Círculo de Arena produce unidades de Arena. Un Círculo de Arena se puede construir en cualquier lugar, incluso en territorio neutral y enemigo, aunque el precio sube considerablemente si lo construyes fuera de tu propio territorio. Se puede actualizar a Lush Circle; esto le da al círculo puntos de vida adicionales y lo convierte en una fuente de suministro, lo que evita el desgaste de tus unidades dentro de su radio de efecto. Costo: 60 timonio

- Llama eterna: La Llama Eterna permite mejorar unidades con temas de llamas, como Afreets, Salamanders, Fireswarms y Rukhs. También amplía tus fronteras nacionales y mejora Circles of Flame. Costo: 100 timonio

- Ciudadela de cristal: Glass Citadel permite mejorar unidades con temas de vidrio, como Glass Cannon, Glass Spider, Glass Golem y Glass Dragon. También amplía sus Fronteras Nacionales. Costo: 150 timonio

- Minas: Las minas producen mineros y aumentan la cantidad de timonio que producen. Las minas se pueden actualizar para aumentar la producción. Costo: el primero gratis, 50 timonio por el segundo

- Aguja de arena: Sand Spire permite mejorar unidades civiles, soldados y bestias, como Desert Walkers, Heartseekers, Scorpions y Sand Dragons. También mejora Circles of Sand. Costo: 60 timonio

### Edificios del Cuotl
Extraños y misteriosos, los edificios del Cuotl tienen la influencia de algo más que humano. Elaborados con piedra y metal, los edificios de Cuotl vibran con una energía potente y exótica generada por sus Distritos Reactores. Al aprovechar esta energía, los edificios Cuotl son capaces de realizar hazañas sorprendentes que desafían la lógica, como volar, producir escudos poderosos o enviar rayos para devastar al enemigo. Además de necesitar timonio, los Cuotl deben construir poderosos distritos de reactores dentro de sus ciudades para crear puntos de energía críticos.
Los siguientes edificios están disponibles para cada jugador de Cuotl al comienzo del juego. Durante el transcurso del juego, un jugador puede gastar timonio y riqueza para mejorar los tipos de unidades producidas por estos edificios. El costo inicial listado muestra el precio por comprar el primer edificio de su tipo: aumentos de precio por cada edificio adicional. El efecto Channel Power describe la mejora del edificio cuando se aumenta con un Arca Sagrada.
- Oratorio: Los fanes crean unidades terrestres Cuotl, como Sentinels, Sun Jaguars y Death Snakes. Son capaces de volar y transportar unidades. Costo: 135 timonio, 15 de energía Efecto de poder del canal: las unidades se crean más rápido.

- Mina: Sitio de recolección de timonio. Puede crear mineros. Las minas se pueden actualizar para aumentar la tasa de recolección de timonio  o permitir a los mineros recolectar energía. Costo: Primera mina gratis, 50 timonio por la segunda Efecto de potencia del canal: aumenta la tasa de recolección de timonio.

- Obelisco: Los obeliscos disparan un rayo de energía que actúa como un ataque débil contra unidades terrestres y aéreas. Cuando se coloca cerca de otros obeliscos, se crea una "red", de modo que uno dispara con la fuerza reunida de todos los demás obeliscos que están dentro del alcance. Costo: 75 timonio, 25 Energía Efecto de poder de canal: aumenta enormemente el poder de ataque.

- Santuario: Los santuarios construyen las armas pesadas del arsenal de Cuotl, como el Sun Cannon, la Death Sphere, el Sun Idol y la City of Vengeance. Expande tu frontera nacional, tiene un fuerte ataque contra unidades terrestres y mejora el poder de otras unidades. Costo: 200 timonio, 25 Energía (Requiere: Ciudad grande, Fane) Efecto de poder de canal: unidades construidas más rápido. Mayor poder de ataque y empuje de la frontera nacional.

- Templo: Los templos crean unidades aéreas Cuotl, como Scout Eye, Quetzal Fighter, Storm Disk y Eagle Bomber. Costo: 100 timonio, 20 Energía Efecto de poder del canal: las unidades se crean más rápido.

## Ciudades y distritos
Las ciudades son sitios importantes que se distinguen porque los jugadores pueden ampliarlas creando distritos alrededor, todos los jugadores empiezan con una ciudad la cual pueden mejorar construyendo un distrito palatino para convertirla en gran ciudad lo que mejora las características de la ciudad. Además, en el juego, la primera ciudad que se convierte en una gran ciudad se convierte automáticamente en la capital de la facción(y se llama gran capital). Después de más mejoras y otro Distrito de Palacios, la ciudad se convierte en una Gran Ciudad (o una Gran Capital).
En un juego estándar, si un jugador pierde su capital, es derrotado. En un juego de conquista, si un jugador pierde todas sus ciudades, pierde.
Las ciudades de Vinci son maravillas de ingenio tecnológico, ya que aprovechan la poderosa energía de timonio para crear sus edificios de vapor y mecanismo de relojería. Estas imponentes estructuras metálicas bullen día y noche de trabajadores, comerciantes y soldados.
Los Alin utilizan su conocimiento de la magia, combinado con arena y vidrio, para crear ciudades impresionantes con torres altas y elegantes y paredes de cristal. Tanto humanos como criaturas místicas y extrañas deambulan por las calles, protegidos del desierto fuera de sus muros.
Las ciudades de los Cuotl son gloriosas de contemplar, aunque extrañas y ajenas a la vista. La energía que impulsa estas ciudades es capaz de hacer cosas asombrosas, desde generar poderosos escudos, explosiones destructivas e incluso levitación. Los pasillos y calles de las ciudades Cuotl se llenan de los constantes rezos y cantos de los sacerdotes y fieles
- Distrito militar: Aumenta el límite de población, mejora las defensas de la ciudad y otorga una unidad de infantería tras completar la construcción. Para los Vinci mosqueteros, para los Alin caminantes del desierto y para los Cuotl centinelas además permite a estos últimos que la ciudad se autorrepare y un 1 punto de investigación.
- Distrito comercial: Distrito exclusivo de los Alin. Aumentan el límite de recursos y el límite de caravanas, las cuales comercian entre ciudades, lo que aumenta el valor de la ruta comercial.
- Distrito palatino: Aumentan el tamaño, la salud, el valor comercial y el avance fronterizo de una ciudad. También potencian los efectos de otros distritos. Para los Cuotl otorgan 2 puntos de investigación al actualizar a Gran Ciudad y 3 puntos de investigación al actualizar a Megalópolis
- Distrito industrial: Distritos únicos de los Vinci. Aumentan los puntos de prototipo, los que se pueden gastar en la fábrica de prototipos, y acelera la construcción de edificios y la creación de unidades.

- Distrito de magos: Distrito único de los Alin. Agregan puntos de investigación, aumentan la bonificación por encontrar reliquias y mejoran el maná del héroe, el tiempo de recuperación y los períodos de recuperación.
- Distrito sagrado: Distrito único de los Cuotl. Aumentan el desgaste y el avance de las fronteras, y otorgan un Arca Sagrada gratis. También curan a las unidades dentro de territorio amigo. Los Distritos Sagrados otorgan 1 Punto de Investigación cuando se agregan.
- Distrito reactor: Distrito único de los Cuotl. Aumenta la recolección de energía y el límite de recursos. Los distritos de reactores otorgan 1 punto de investigación cuando se agregan.

## Poder nacional
Cada facción tiene un poder nacional, un poder de apoyo principal para ayudar a inclinar la balanza de la batalla. Los Poderes Nacionales pueden habilitarse y mejorarse cuando se investigan en el árbol tecnológico.
- Devastación industrial: Utilizando taladros y taladros gigantes, estas poderosas máquinas se elevan desde debajo de la superficie de la tierra, convirtiendo el suelo y cualquier cosa desafortunada que esté sobre él en polvo. Las unidades atrapadas en este poderoso ataque son derribadas y gravemente dañadas.
- Invocar ejército: Les permite convocar instantáneamente unidades para que se unan a su lucha. Esta habilidad se puede usar en cualquier lugar del campo de batalla, lo que significa que un enemigo nunca puede estar seguro de dónde podrían aparecer los refuerzos de Alin
- Proyectil estelar: Invoca un halo de luz intensa que revela áreas ocultas del mapa y crea un aura que causa un daño significativo a los enemigos.

## Héroes
Las ciudades-estado de Vinci han producido muchos héroes notables en su época. Pero en esta era actual de conflicto, tres se destacan como los verdaderos héroes para su pueblo. Cada héroe se mueve y lucha en una máquina de guerra mecánica única, que muestra el intelecto y la aptitud mecánica del Vinci. Los siguientes héroes están disponibles cuando juegas una Batalla rápida, aunque hay muchos otros héroes que se unen a tu causa cuando juegas la Campaña.

### Giacomo Giamba: Inventor de Miana[4]
La ciudad de Miana tiene una larga historia de producción de genios inventivos: Giacomo Giamba es uno de sus hijos más orgullosos. Al lanzarse a la batalla con su traje mecánico, Giacomo tiene una variedad de ingeniosos dispositivos de campo de batalla a su disposición.
Las habilidades únicas de Giacomo son de naturaleza tanto ofensiva como defensiva y enfatizan su brillantez con la maquinaria. Muchos de los poderes de Giacomo utilizan un círculo grande y móvil para definir el alcance y el área. Giacomo mejora las unidades mecánicas y proporciona 1 punto de investigación cuando llega o sube de nivel.
- Aumento: Cura a las unidades aliadas.
- Equipo de demolición: Invoca a hombres cargados de bombas.
- Explosión sónica: Crea una onda de sonido destructiva que derriba al enemigo.
- Superarmadura: Bloquea una amplia zona de la mayor parte del daño enemigo.

### El dux: Regidor de Venucci[4]
Aunque carece de la brillantez innata de Giacomo, el Dux de Venucci tiene una poderosa variedad de armas tecnológicas que compensan en poder lo que les falta en elegancia. El poderoso comando de batalla Caminante del Dux es una representación perfecta de su naturaleza agresiva.
Temerario y guerrero, el Dux evita las habilidades protectoras en favor de devastadores poderes ofensivos que hacen llover destrucción sobre sus enemigos. El Dux mejora los cañones de vapor, los gigantes y todas las unidades construidas en la estatua gloriosa.
- Martillo dux: dispara una variedad de rondas de artillería masivas que pueden apuntar a una unidad o edificio específico o tener un área de efecto.
- Rayo de dolor: dispara un rayo concentrado de energía a una unidad enemiga.
- Nube venenosa: crea una niebla tóxica que daña a los enemigos.
- Láser de asedio: dispara un rayo de demolición concentrado a un edificio o ciudad enemiga.

### Lenora: Capitana pirata[4]
Lenora es la principal entre los líderes de las Casas Pirata. Su habilidad como piloto es legendaria, pero incluso esas historias son superadas por su reputación como competidora despiadada en los negocios y el deporte.
Los poderes de Lenora son en su mayoría agresivos y ofensivos, como corresponde a una reina de los cielos. Lenora proporciona ingresos adicionales de riqueza y aumenta el alcance y la línea de visión de las unidades del Aeródromo.
- Impulsores: mejora la velocidad, la salud y el poder de ataque de Lenora durante un breve periodo de tiempo.
- Bomba de racimo: Esparce poderosas bombas en un área amplia.
- Piratería: captura unidades enemigas y las pone bajo el control de Lenora
- Explosión aérea: causa un daño masivo a otras unidades aéreas.

El pueblo Alin recurre a espíritus místicos y genios en busca de guía y sus héroes son las más poderosas de todas estas criaturas mágicas. Los Héroes de Alin, que representan los tres pilares de las escuelas de magia de Alin (Fuego, Arena y Vidrio), son poderosos en la batalla y capaces de convocar numerosas unidades poderosas para luchar en su nombre. Los siguientes héroes están disponibles cuando juegas una Batalla rápida, aunque hay muchos otros héroes que se unen a tu causa cuando juegas la Campaña.

### Damanhur: la llama del desierto[5]
Damanhur es el espíritu más poderoso de la escuela de magia de fuego de Alin. Puede infligir destrucción ardiente a hombres, máquinas y monstruos y tiene la capacidad de convocar espíritus de fuego menores para que cumplan sus órdenes.
El control del fuego de Damanhur le permite convocar poderosas unidades de Llama y aumentar sus ya potentes habilidades. Damanhur aumenta tu límite de población y convoca un Afreet gratis cuando sube de nivel.
- Gólem de fuego: Crea un gigante de fuego lento pero devastadoramente poderoso.
- Toque ardiente: causa daño por quemaduras a todas las unidades enemigas en su radio.
- Invocar salamandras: invoca una salamandra para atacar a los enemigos de Damanhur.
- Ira: hace que Damanhur adquiera una forma más grande y feroz.

### Daklha: la guardiana de la arena[5]
Este genio controla los poderes de la arena y el viento y es igual a Damanhur en poder. Dakhla puede invocar poderosas tormentas de arena y torbellinos para barrer a los enemigos y sembrar confusión en los campos de batalla. Daklha aumenta tu límite de recursos e invoca escorpiones gratis cuando sube de nivel.
El control de los vientos de Daklha puede dañar directamente a un oponente, convocar unidades o proteger a unidades amigas de ataques a distancia. Daklha aumenta tu límite de recursos e invoca un Escorpión gratis cuando sube de nivel.
- Remolino: Crea unidades de torbellino que buscan y dañan a los enemigos.
- Tormenta de arena: arroja y daña unidades enemigas (muy potente contra unidades de máquinas).
- Invocar horror de arena: Invoca Sand Horrors para atacar a los enemigos.
- Desviación del viento: hace que las unidades amigas se muevan más rápido y sean menos susceptibles a los ataques a distancia.

### Sawu: el Alin oscuro[5]
Maestro del Alin Oscuro, Sawu era un Genio de Cristal cuya corrupción sólo sirvió para aumentar su poder. Sawu puede crear criaturas vivientes de Dark Glass o, si lo desea, encerrar a sus adversarios en una prisión de cristal.
Con la excepción de su poder de Prisión de Cristal, los poderes especiales de Sawu convocan nuevas tropas o lo protegen de cualquier daño. Sawu proporciona ingresos adicionales de timonio y convoca una Araña de Cristal gratis cuando sube de nivel.
- Prisión de Cristal: Congela a los enemigos en Dark Glass, para que no puedan moverse ni luchar.
- Fragmentos de vidrio: Crea hojas giratorias de vidrio oscuro alrededor de Sawu.
- Invocar araña gigante: Crea arañas de cristal gigantes que cumplen las órdenes de Sawu.
- Invocar a Marids: Invoca espíritus de cristal para ayudar a Sawu en la batalla.

Los Héroes de los Cuotl son más que simples mortales: son dioses que caminan entre su pueblo. En tiempos de conflicto, estos dioses se materializan en carne y hueso, haciendo llover destrucción sobre sus enemigos. Aunque en su mayoría están unidos, hay momentos en que los dioses, al igual que sus adoradores, se pelean y hacen la guerra entre sí. Los siguientes héroes están disponibles cuando juegas una Batalla Rápida, aunque hay muchos otros héroes que se unen a tu causa cuando juegas la Campaña.

### Czin - dios de la muerte[6]
Czin, el líder de la máquina de guerra Cuotl, es a la vez despiadado y aparentemente imparable. Parece tener el poder de la gravedad en la palma de su mano y usa esta habilidad para provocar la muerte a sus enemigos.
Las habilidades especiales de Czin afectan a múltiples objetivos y son insidiosamente persistentes a la hora de causar daño a las unidades enemigas mucho después del ataque inicial. Czin causa daño por desgaste a los enemigos dentro de tu territorio y mejora el ataque de las Serpientes de la Muerte y las Esferas de la Muerte.
- Puerta de la Muerte: Crea un pozo de gravedad que arrastra a las unidades y las daña.
- Abrazo de la muerte: Permite a Czin congelar a los enemigos cercanos y alimentarse de su salud.
- Plaga: causa daño a lo largo del tiempo a la unidad objetivo y propaga el daño a otras unidades que entran en contacto.
- Quemadura de alma: Aturde a los enemigos y desactiva sus habilidades especiales.

### Shok: diosa de las tormentas[6]
Aunque el pueblo Cuotl tradicionalmente adoraba a Shok como un misericordioso portador de la lluvia y guardián de las cosechas, los Shok que se encuentran en el campo de batalla carecen de todos esos instintos nutritivos. Sus poderes de tormenta no traen recompensa, sólo destrucción. Shok aumenta la velocidad de todas las unidades voladoras y aumenta los escudos de edificios y unidades.
Aprovechando el poder de las nubes, las tormentas y los relámpagos, las habilidades de Shok producen efectos devastadores, ¡algunos de los cuales pueden afectar a los enemigos sin importar dónde se escondan!
- Huracán: Cubre todo el mapa, dañando y paralizando las unidades aéreas enemigas.
- Salto relámpago: teletransporta a Shok y a un número selecto de tropas a cualquier parte del mapa.
- Rayo: Crea un ataque eléctrico dañino.
- Aplauso atronador: aturde a las unidades terrestres y elimina los efectos y aumentos de los hechizos

### Xil: dios solar[6]
Xil es adorado por el pueblo Cuotl por una buena razón: el sol, como un ojo que todo lo ve, no pasa por alto ninguna de sus transgresiones. Los enemigos de Cuotl pronto aprenden la misma lección al encontrarse con la ira solar de este dios.
El poder del Dios Sol es una mezcla de poder defensivo y ofensivo. La mayoría de sus habilidades ocurren dentro de un radio. Xil mejora las unidades Sun Jaguar, Sun Idol y Sun Cannon y reduce el tiempo de recuperación del poder proyectil estelar.
- Armadura cegadora: las unidades amigas objetivo obtienen una fuerte defensa y brillan cada vez más hasta cegar a su enemigo.
- Imagen reflejada: crea varios duplicados más débiles de Xil.
- Rayos ardientes: Crea rayos de luz desde el cielo que queman a cualquier enemigo que toquen.
- Explosión solar: mejora el ataque normal de Xil a niveles devastadores.

## Recursos
Los recursos en Rise of Legends son ilimitados y son susceptibles a que a gran producción de un recurso determinado este se desperdicie y no se obtenga la cantidad que se debería obtener.

### Timonio
Este es un mineral disponible en Aio que todas las razas usan, se consigue en los yacimientos de timonio tras la construcción de una mina, en la cual se entrenan los mineros, con él se construyen los edificios y se entrenan soldados, pero los Cuótl lo utilizan para asimilar (enviar un rayo de luz a un sitio neutral que debilita tanto el sitio que pasa a ser propiedad del jugador automáticamente)

### Riqueza
Este recurso se utiliza para comprar unidades avanzadas, poderes para los héroes y sitios neutrales (Vinci y Alin), si se construye una calculadora Vinci en esta se pueden comprar y vender productos, la riqueza es producida por caravanas que establecen rutas comerciales entre las ciudades propias, aliadas o neutrales, los Cuótl en vez de poseer riqueza poseen energía.

### Energía
Un recurso al que únicamente los Cuótl pueden acceder, se produce por la construcción de distritos reactor en las ciudades Cuotl, también se puede conseguir en las minas Cuótl si se investiga una tecnología especial. Se gasta con el uso de habilidades de los héroes Cuotl